# 河村英文
河村 英文（かわむら ひでふみ、1933年8月30日 - 2005年2月16日）は、大分県出身のプロ野球選手（投手）・コーチ・解説者。
「英文」は「えいぶん」という読み方もさせており、著書の著作権表示にも「Hidefumi Kawamura」ではなく、「Eibun Kawamura」の表記が見られる。
本名・旧登録名（1953年 - 1958年、1962年 - 1963年、1972年 - 1973年）は河村 久文（かわむら ひさふみ）。

## 来歴
別府緑丘高校では小嶋仁八郎監督の指導を受けた。4年後輩に後の同僚となる稲尾和久がいる。卒業後は東洋高圧大牟田でプレーしていたたが、1952年オフに西鉄ライオンズから勧誘を受ける。当時、西鉄はあまり強くなく、弱いチームには行きたくない、と初め河村は消極的であった。しかし、西鉄投手陣はベテランが多く、うまくいけばすぐに試合で投げられるかもしれないこと、加えてスター選手であった大下弘が在籍していたこともあり、思い直して西鉄ライオンズへ入団する。
1953年の春のキャンプでは同じく新人の西村貞朗に負けじと投げ込みを敢行したことで肩を痛め、4月初旬に2試合ほど登板したのちまもなく二軍落ちする。5月初旬には肩の状態が回復し、5月中旬の二軍戦で14三振を奪って一軍に復帰した。一軍復帰後に3連敗するが、9月10日の毎日戦では荒巻淳と投げ合い初勝利を完封を飾り、以降閉幕までに3勝を挙げた。
もともとシュートを持ち玉にしていたが、1954年の春のキャンプでエースの川崎徳次のシュートを研究。これまでの大きく曲がる大きなシュートに加えて、打者の手元に来てから小さく急に食い込む小さいシュートを覚えて投球の幅を広げた。この年はリーグ最多の61試合に登板し、最多勝は1勝差（26勝の宅和本司・田中文雄）で逃すがチームトップの25勝（12敗）、防御率1.99（リーグ4位）を記録。これまでのエースであった川崎を押しのけて、22勝を挙げた西村とともにエース格となり西鉄の初のリーグ優勝に貢献した。中日との日本シリーズでは5試合に登板し、第3戦では大島信雄に投げ勝ち完封勝利。しかし第5戦は4回からリリーフして逆転負け、第7戦で先発し杉下茂との投手戦となるが0-1で敗退した。また、野村克也のプロ初打席（1954年6月17日）の対戦投手は河村である。河村は野村を3球三振で打ち取っている。3年目の1955年も21勝9敗の好成績を挙げるなど、その後も西鉄の主力投手として活躍。1956年の巨人との日本シリーズでは2試合に登板。第5戦で先発するが5回に2点を失い降板。1957年の巨人との日本シリーズでも3試合に登板。うち2試合に先発し、第2戦では堀内庄と投げ合い1失点完投勝利を飾る。1958年の巨人との日本シリーズでも2試合に登板した。
1960年に広島カープに移籍。ここでも先発として起用され1961年には7勝を挙げるが、その後は勝星がなく1963年限りで現役引退。
引退後は西鉄→太平洋一軍投手コーチ（1972年 - 1973年）、南海一軍投手コーチ（1983年 - 1985年）、オリックス一軍投手コーチ（1999年 - 2000年）を務めた。西鉄にコーチとして復帰した1972年、当時人材不足のためほぼ毎試合登板していた東尾修と同年入団の加藤初、後に近鉄へ移籍する柳田豊を指導したが柳田とは衝突し、柳田は「あの人は東尾さん、加藤初さんを中心に使っていた。僕は最初から嫌われていた。いざこざはあったんですよ。二軍で抑えも一軍に上げてくれなかった。それで2軍監督の江田孝さんが怒って稲尾さんに直談判、のちのち一軍に上がったんですね。」と述べ、近鉄時代に野球評論家をしていた河村と夜の街でバッタリ、柳田の方から頭を下げると「お前には迷惑かけた。」と逆に謝られ、わだかまりを水を流した。不甲斐ない投球をしようものなら容赦なく鉄拳を飛ばす指導をし、東尾にはインコースのシュート攻めを伝授している。河村は投手には厳しかったが、新人捕手の若菜嘉晴には投手目線で丁寧に指導し、若菜はボールを捕り続けることでキャッチング投球を磨いたという。南海コーチ時代には選手にレポートを提出させることで知られ、加藤伸一・藤本修二・井上祐二を一人前に育てた。山内和宏にはフォークを習得させ、一気に投球の幅が広がった山内は18勝を挙げて最多勝のタイトルに輝く。加藤は「いろんな球団を渡り歩き40人、50人のコーチに教わってきましたが、自分も指導者になってみて、こうありたい、こういう指導者なりたいと考える中で、河村さんに教わったことが一番大きなウエートを占めていますね。」と述べている。オリックスコーチ1年目は日産自動車九州から即戦力で入団したが伸び悩んでいた金田政彦、プロ入り6年間で2勝しか挙げていなかった小倉恒を重点的に鍛える。この2人は河村の指導で見違えるように開花し、金田は11勝、小倉は当時自己最多の48試合登板で5勝11セーブを残した。小倉は後に「河村さんから、インコースを投げるように教わって、ピッチングの幅が広がりましたし、良くなりました。」と語っている。戎信行には2000年春のキャンプで河村から「おれについてきたらタイトルをとらせてやる」と言われ、戎は「正直言って、それまでは人の意見はまったく聞きませんでした。信頼感というんでしょうか。ヨシ、この人についていこうと心に決めたんです」と述べている。キャンプ中は選手全員の早朝散歩の前に、二人だけで散歩し、終了後には二人で30分コーヒーを飲みながら、精神的な甘さを嫌というほど指摘するなど容赦なく言葉を浴びせた。戎にもシュートを習得させたほか、右肩の開きが早いのが欠点であると見抜く。トレードで来ていた愛弟子の加藤の投げ方を後ろ、横、正面から見て、ついにはスコアラーにビデオまで撮ってもらって研究。戎もボールの縫い目への指の掛け方、リリースポイントなど全てを加藤の投げ方から学び、いつしか戎のフォームは加藤と瓜二つになって「加藤のフォームや」と冷やかされるようになった。河村の言葉通り、最優秀防御率のタイトルを獲得した。戎は「周りのアドバイスを聞くことが、いかに大事か。いまの自分があるのも、それを教えてくれた河村さんのおかげです」 と述べている。
また、九州朝日放送野球解説者（1964年 - 1971年, 1974年 - 1982年, 1986年 - 1998年）としてライオンズ、ホークス戦の中継解説も長年務めた。語り口は柔らかかったが、その辛口ぶりと厳しさは「仏の杉浦・鬼の河村」と言われ、多くのアナウンサーを困らせた。アナウンサーがピントが合わない振りをすると黙り込む事も多かったほか、当時の平和台の放送ブースには「精神注入棒」なる孫の手のような棒が置いてあり、CMに入るとすぐにその棒で容赦なく鉄拳が飛んだ。その「くだらない質問をした瞬間」机の下の足がアナの足を蹴ったというが、実況アナウンサーに「野球」というものをしっかり教え込みたかったとも言われ、中継終了後は若手アナを中洲で自身が経営する「MEET15」で奢り、野球講座を行う一面もあった。穴吹義雄監督時代の南海へコーチ就任が決まった際、KBCのスポーツ部長が「出向だから」と語り、南海退団時には同球団と縁のある毎日放送に誘われていたにもかかわらず、福岡に戻った。その後、南海がダイエーに売却され、福岡へ移る事になる。
西鉄ライオンズ黄金時代に関する著書などを刊行したが、それらはいずれもゴーストライターを使わない純然たる自著であった。
2005年2月16日、呼吸不全のため死去。満71歳没。解説者時代には直言家で知られる豊田泰光が唯一嫌がった存在であったという。ライオンズやホークスの取材に豊田が訪れた際、河村は「おおっ、トヨ。元気にしているか?」と声を掛けたが豊田はそそくさと逃げた。しかし、豊田とは悪友であり、豊田は週刊ベースボールの連載コラムで河村を追悼した。

## 人物
性格は豪放にして磊落といわれていた。

## 詳細情報

### 年度別投手成績
| 年 度      | 球 団      | 登 板 | 先 発 | 完 投 | 完 封 | 無 四 球 | 勝 利 | 敗 戦 | セ 丨 ブ | ホ 丨 ル ド | 勝 率 | 打 者 | 投 球 回 | 被 安 打 | 被 本 塁 打 | 与 四 球 | 敬 遠 | 与 死 球 | 奪 三 振 | 暴 投 | ボ 丨 ク | 失 点 | 自 責 点 | 防 御 率 | W H I P |
| ---------- | ---------- | ----- | ----- | ----- | ----- | -------- | ----- | ----- | -------- | ----------- | ----- | ----- | -------- | -------- | ----------- | -------- | ----- | -------- | -------- | ----- | -------- | ----- | -------- | -------- | ------- |
| 1953       | 西鉄       | 24    | 8     | 2     | 1     | 0        | 3     | 4     | --       | --          | .429  | 346   | 82.1     | 65       | 3           | 41       | --    | 3        | 58       | 2     | 1        | 35    | 23       | 2.51     | 1.29    |
| 1954       | 西鉄       | 61    | 21    | 4     | 3     | 0        | 25    | 12    | --       | --          | .676  | 1079  | 276.0    | 182      | 4           | 88       | --    | 8        | 169      | 0     | 1        | 71    | 61       | 1.99     | 0.98    |
| 1955       | 西鉄       | 58    | 30    | 10    | 2     | 0        | 21    | 9     | --       | --          | .700  | 1136  | 279.1    | 211      | 9           | 118      | 3     | 6        | 225      | 4     | 1        | 89    | 73       | 2.35     | 1.18    |
| 1956       | 西鉄       | 46    | 25    | 5     | 2     | 1        | 18    | 12    | --       | --          | .600  | 824   | 201.2    | 151      | 7           | 67       | 3     | 7        | 123      | 3     | 0        | 70    | 57       | 2.54     | 1.08    |
| 1957       | 西鉄       | 55    | 29    | 5     | 3     | 0        | 17    | 8     | --       | --          | .680  | 918   | 225.0    | 200      | 7           | 73       | 3     | 4        | 127      | 3     | 0        | 71    | 56       | 2.24     | 1.21    |
| 1958       | 西鉄       | 52    | 31    | 6     | 2     | 0        | 14    | 11    | --       | --          | .560  | 892   | 220.0    | 173      | 7           | 68       | 3     | 8        | 122      | 6     | 1        | 74    | 63       | 2.58     | 1.10    |
| 1959       | 西鉄       | 20    | 12    | 0     | 0     | 0        | 4     | 5     | --       | --          | .444  | 272   | 64.0     | 63       | 3           | 23       | 2     | 2        | 26       | 4     | 0        | 33    | 29       | 4.08     | 1.34    |
| 1960       | 広島       | 25    | 15    | 2     | 1     | 0        | 4     | 5     | --       | --          | .444  | 443   | 104.2    | 105      | 4           | 35       | 1     | 2        | 58       | 3     | 0        | 38    | 32       | 2.75     | 1.34    |
| 1961       | 広島       | 44    | 20    | 3     | 1     | 0        | 7     | 9     | --       | --          | .438  | 546   | 128.2    | 134      | 11          | 42       | 1     | 3        | 71       | 3     | 1        | 65    | 59       | 4.13     | 1.37    |
| 1962       | 広島       | 14    | 11    | 0     | 0     | 0        | 0     | 4     | --       | --          | .000  | 176   | 40.1     | 40       | 4           | 13       | 1     | 1        | 24       | 1     | 0        | 24    | 21       | 4.69     | 1.31    |
| 1963       | 広島       | 15    | 8     | 0     | 0     | 0        | 0     | 4     | --       | --          | .000  | 177   | 38.0     | 51       | 11          | 12       | 2     | 1        | 13       | 1     | 0        | 33    | 31       | 7.34     | 1.66    |
| 通算：11年 | 通算：11年 | 414   | 210   | 37    | 15    | 1        | 113   | 83    | --       | --          | .577  | 6809  | 1660.0   | 1375     | 70          | 580      | 19    | 45       | 1016     | 30    | 5        | 603   | 505      | 2.74     | 1.18    |

- 各年度の太字はリーグ最高

### タイトル
- 最多奪三振：1回 （1955年）  ※当時連盟表彰なし、パシフィック・リーグでは、1989年より表彰

### 記録
- オールスターゲーム出場：3回 （1954年 - 1955年、1957年）

### 背番号
- 15 （1953年 - 1958年）
- 18 （1959年）
- 20 （1960年 - 1963年）
- 60 （1972年 - 1973年）
- 65 （1983年 - 1985年）
- 88 （1999年 - 2000年）

## 関連情報

### 著書
- 『西鉄ライオンズ―最強球団の内幕』葦書房、1983年
- 『これでいいのかダイエー野球』葦書房、1991年
- 『西鉄ライオンズ―伝説の野武士球団』葦書房、1998年）

### 出演番組
- KBCジャンボナイター
- パワーアップナイター - 年度により広島ホームテレビなど系列局にも出演
- サンテレビボックス席 - KBCから同時ネットまたは裏送り